# نیروگاه هسته‌ای اوناگاوا
نیروگاه هسته‌ای اوناگاوا (به لاتین: Onagawa Nuclear Power Plant) یک نیروگاه هسته‌ای در ژاپن است.